# Timothy Ray Brown

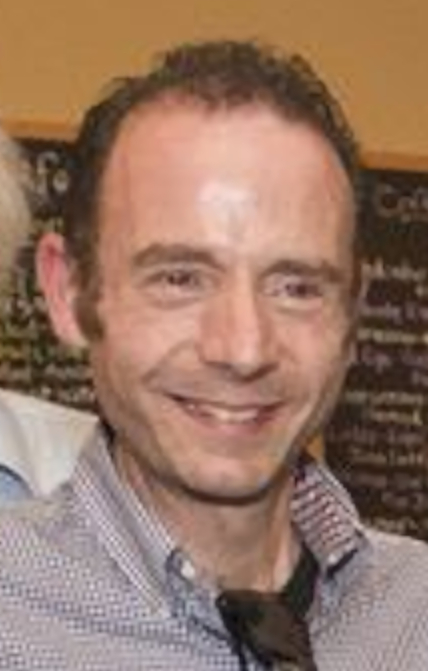
Brown (2012)

Timothy Ray Brown (* 11. März 1966 in Seattle, Washington; † 29. September 2020 in Palm Springs, Kalifornien) war ein US-amerikanischer Übersetzer. Er wurde unter dem Namen The Berlin Patient (übersetzt: Der Berliner Patient) als erster Mensch bekannt, der vom Humanen Immundefizienz-Virus (HIV) geheilt wurde. Im Juli 2012 gründete er die Stiftung cure for AIDS (Timothy Ray Brown Foundation) mit dem erklärten Ziel, eine Heilung für AIDS zu finden.

## Leben
Brown wuchs in Seattle auf und outete sich 1984 als homosexuell. Er emigrierte nach Europa und lebte zunächst in Barcelona. 1989 lebte Brown wieder in Seattle, wo er sich für eine kurze Zeit bei Act Up engagierte. Dann zog er nach Berlin und erlernte dort die deutsche Sprache.
2011 kehrte Brown in die Vereinigten Staaten zurück und lebte bis 2015 in San Francisco. Auf einer Veranstaltung der American Foundation for AIDS Research (amfAR) hielt er einen Vortrag zum Thema „Heilung – Noch immer ein Schimpfwort?“.
Zuletzt lebte er in einem Hospiz an seinem letzten Wohnort Palm Springs, wo er am 29. September 2020 an Leukämie starb.

## HIV-Infektion, Leukämie und Heilung
1995 wurde er in Berlin positiv auf HIV getestet. Elf Jahre lang erhielt Brown eine hochaktive antiretrovirale Therapie (HAART).
2006 wurde bei ihm eine akute myeloische Leukämie (AML) festgestellt. Im Charité-Campus Benjamin Franklin (CBF) in Berlin-Lichterfelde setzte der Hämatologe Gero Hütter zunächst eine Chemotherapie an. Als sie nicht den gewünschten Erfolg brachte, setzte er im Februar 2007 auf eine allogene Stammzelltransplantation. Er verwendete dazu Knochenmark mit einem veränderten CCR5-Gen, der Mutation CCR5Δ32. Anschließend war das HI-Virus bei Brown nicht mehr nachweisbar.

### Heilung
Brown war seither offenbar HIV-frei. HIV-Medikamente nahm er von 2007 an nicht mehr. Nach einer zweiten Stammzelltransplantation im Februar 2008 schien auch die Leukämie überwunden. Nach der zweiten Transplantation litt Brown allerdings unter neurologischen Störungen.

### Wissenschaftsstreit
Inzwischen haben neue Befunde wissenschaftlichen Streit hervorgerufen. Steven Yukl, Virusexperte von der University of California, San Francisco berichtete 2012 von Bluttests bei Brown, die klären sollten, ob er das HI-Virus tatsächlich besiegt hat. Mithilfe der Polymerase-Kettenreaktion (PCR) untersuchte er neun Milliarden Blutzellen Browns auf HIV. Dabei fand er nach mehreren Versuchen im Blutplasma Browns Bruchstücke des Virus-Erbguts. Parallele Tests mit Browns Blut, die Douglas Richman, Pathologe von der University of California, San Diego, durchgeführt hat, führten dagegen zu keinen Funden. Richman hält Verunreinigungen beim Yukl-Test für möglich, zudem sei PCR nicht zuverlässig.

### Weitere Implikationen für die Forschung
Anthony Fauci, damaliger Leiter des US-amerikanischen National Institute of Allergy and Infectious Diseases (NIAID), bewertete den Fall Browns als Proof of Concept dafür, dass es möglich sei, den Kampf gegen AIDS weit über die antivirale Therapie hinaus zu treiben. An der University of Southern California arbeitet die Mikrobiologin Paula Cannon seit 2010 an einer Gentherapie, die auf HIV-Patienten den gleichen Effekt haben soll wie die Stammzelltransplantation bei Timothy Brown. Im November 2018 gab der chinesische Biophysiker He Jiankui bekannt, er habe mit der CRISPR/Cas-Methode bei menschlichen Embryonen das Gen für den CCR5-Rezeptor verändert und deaktiviert und die daraus entstandenen Kinder seien geboren worden.
Bislang gibt es noch sechs weitere HIV-Patienten, die seit einer Chemotherapie und anschließenden Knochenmarkspende keinerlei Spuren des Virus mehr in ihrem Körper haben. Nur einer der sechs (Adam Castillejo, „The London Patient“, „Der Londoner Patient“) erhielt die Spende von einem Menschen mit CCR5-Mutation, deshalb wird vermutet, dass eine Nebenwirkung (die Graft-versus-Host-Reaktion) der Knochenmarkspende das Virus ausgelöscht haben könnte.